# Саутейл, Урсула
Урсула Саутейл (англ. Ursula Southeil, возможно Урсула Сонтхил; 1488—1561), более известная как Матушка Шиптон — была английской предсказательницей и ясновидящей, будто бы сделавшей множество необычайно точных предсказаний, включая Великую чуму в Лондоне 1665—1666 годов, вторжение испанской армады и Великий лондонский пожар.
Сейчас считается, что образ Матушки Шиптон был в значительной степени мифом и что большинство её пророчеств было составлено другими после её смерти. Хотя её пророчества вероятно были записаны в серии дневников, её труды не появлялись в печати вплоть до 1641 года, через восемьдесят лет после её смерти. Наиболее значительная книга её пророчеств, отредактированная Ричардом Хедом, была опубликована в 1684 году.
Хед позднее полагал, что исследовал почти все биографические подробности о Шиптон. Он утверждал, что она родилась в Нерсборо, Йоркшир, в пещере, ныне известной как пещера Матушки Шиптон. Урсула считалась ужасно некрасивой — её даже называли дочерью дьявола. Хед утверждал, что она вышла замуж за Тоби Шиптона, местного плотника, около Йорка в 1512 году, и гадала и делала предсказания на протяжении своей жизни.

## Пророчества
Наиболее известные примеры пророчеств Матушки Шиптон предвидят многие аспекты современной цивилизации и предсказывают конец света в 1881 году; однако теперь стало известно, что это подделка XIX века, которая не появлялась в печати до 1862 года:

Кареты без лошадей будут ездить,

И аварии наполнят мир горем.

Вокруг света мысли будут летать

В мгновение ока.

Мир перевернётся вверх дном

И золото найдут у корня дерева.

Через холмы человек проедет,

И не будет лошадей у него.

Под водой люди будут ходить,

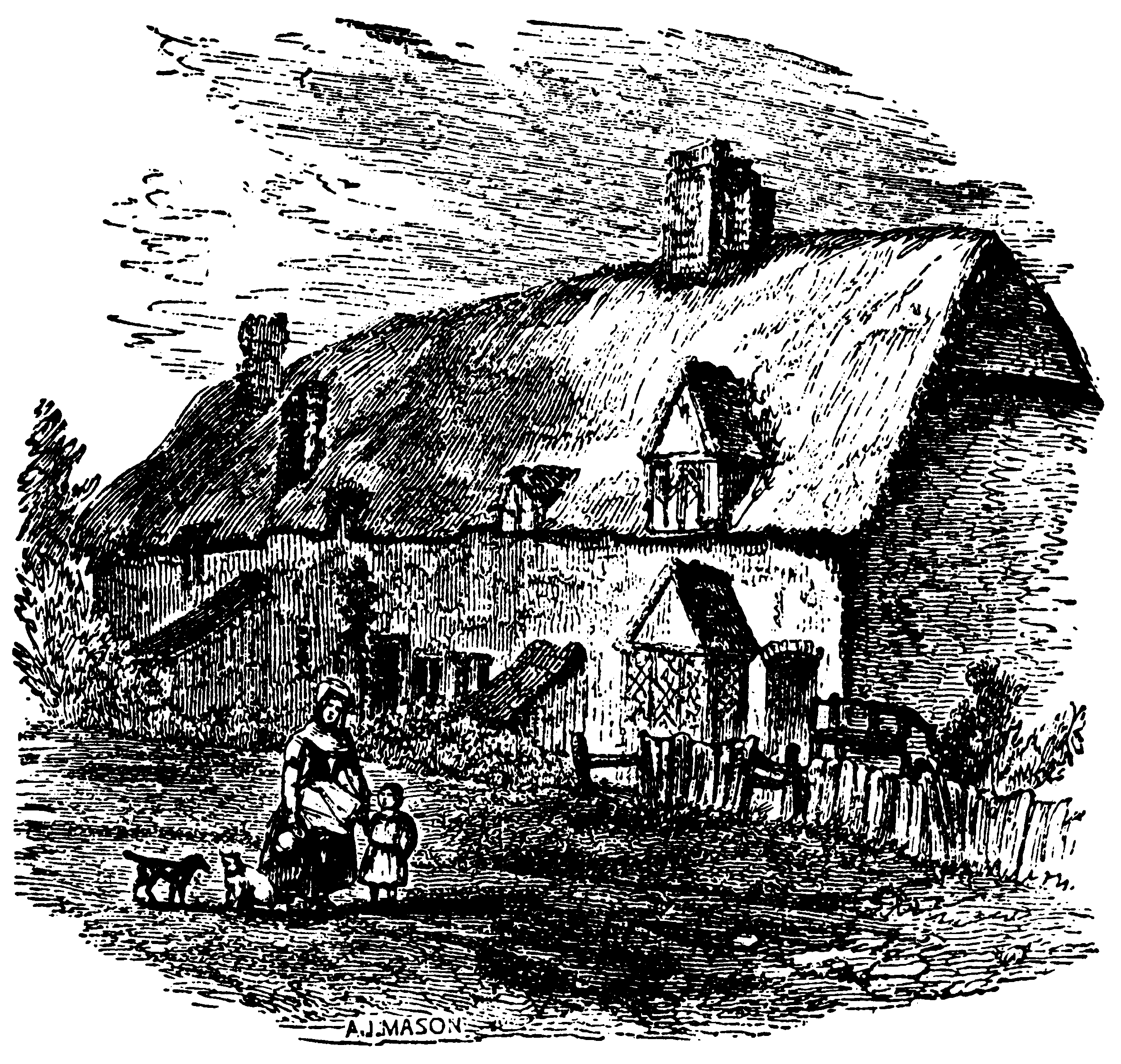
дом Матушки Шиптон

Будут ездить, спать и даже говорить.

Увидят человека в небе,

В белом, в чёрном и даже зелёном;

Железо будет плавать в воде,

Так легко как деревянные корабли.

Золото будет найдено и показано

В стране, которая ещё не известна.

Огонь и вода будут делать чудеса,

Англия наконец подпустит врага.

Мир к концу подойдёт,

В тысяча восемьсот восемьдесят первом.